# Asunción Ocotlán
Asunción Ocotlán (del Náhuatl: Ocotl, tlan ‘Ocote, junto a’‘Junto a los ocotes’) es una localidad del estado mexicano de Oaxaca, es la cabecera del Municipio de Asunción Ocotlán. Pertenece a la Región Valles Centrales y la Distrito de Ocotlán. La lengua indígena que se habla es el Zapoteco.

## Historia
El pueblo de Asunción Ocotlán fue fundado en el año de 1673 por Pascual Hernández, Domingo Santiago, Marcial Hernández, Pedro Simón, Gaspar de los Reyes y Martín Muñoz, esto de acuerdo con los datos encontrados en el archivo de su parroquia. 

## Cultura
En el día 10 de noviembre festejan la Octava del día de Muertos, y con música muy popular van en el panteón a festejar. “Es una tradición que Asunción se acostumbra a repetir nuevamente como el primero y dos de noviembre la fiesta de Todo Santos y Día de Muertos, donde degustan de mole, chocolate y pan.”